# Francesco Visconti
Francesco Visconti (* ca. 1601 in Mailand; † 4. Oktober 1681 in Cremona) war ein italienischer katholischer Bischof.

## Leben
Francesco Visconti wurde in Mailand als Sohn von Girolamo und einer Schwester des Kardinals Federico Borromeo geboren.
Am 3. Dezember 1640 wurde er von Papst Urban VIII. zum Bischof von Alessandria ernannt. Am 8. desselben Monats erhielt er die Bischofsweihe. Am 15. April des folgenden Jahres nahm er offiziell seinen Sitz in Alessandria in Besitz.
Während seiner Amtszeit in der Diözese Alessandria gibt es Nachrichten von seinem Pastoralbesuch im September 1641 und von einer Diözesansynode, der sechsten, am 6. Mai 1642.
Am 3. April 1643 wurde er in die Diözese Cremona versetzt, auf die er dann im Jahr 1670 – senio & laboribus fractus – zugunsten des Karmeliten Pietro Isimbardi verzichtete.
Er starb im Alter von etwa achtzig Jahren am 4. Oktober 1681 in Cremona.